# Deepak Chopra
Deepak Chopra (hindi: दीपक चोपड़ा)(22 d'octubre de 1946) és un metge, escriptor i conferenciant indi.
Comunicador i escriptor prolífic, ha escrit extensament sobre l'espiritualitat i el poder de la ment en la curació mèdica. Està influenciat pels ensenyaments d'escriptures tradicionals índies com l'ayurveda, corrent tradicional de la medicina hindú, els Vedas i el Bhagavad Gita. És un seguidor dels ensenyaments de Jiddu Krishnamurti i una prominent figura del moviment New Age.
El doctor Deepak Chopra també va ser un amic del cantant pop Michael Jackson durant més de 20 anys, i va fer una crítica sobre la relació entre els doctors de Hollywood i les «celebritats addictes».

## Popularitat
El 1994, Forbes, una revista especialitzada en economia, el va qualificar com «l'últim d'una sèrie de gurus que han prosperat combinant ciència pop, psicologia pop i hinduisme pop.»
El 1999, la revista Time el va seleccionar entre les cent icones i herois del segle xx, i el va descriure com el «poeta profeta de la medicina alternativa».

## Obres
Ha publicat més de 25 llibres traduïts a gairebé tots els idiomes. Només en anglès ha venut més de 10 milions d'exemplars. Va fundar i dirigeix El Centre Chopra per al Benestar i l'Institut Mèdic Ment-Cos, tots dos a La Jolla, Califòrnia (EUA).. ↵ Alguns dels seus llibres més importants són:
- Conèixer a Déu.
- Cossos sense edat, ments sense temps.
- El llibre dels secrets.
- El sender del mag.
- Il·luminació.
- Les 7 lleis espirituals de l'èxit.
- Els senyors de la llum.
- Pes perfecte.
- Rejoveneixi i visqui més temps.
- Sincrodestino.
- Un camí a la saviesa.
- Viatge cap al benestar.
- Un àngel s'acosta.
- Kama Sutra: inclou les 7 lleis espirituals de l'amor.
- Curació quàntica.
- Ànimes bessones.
- El perdó.
- Buda.
- Mai morirem.
- Jesús.
- Les 7 lleis espirituals de l'èxit per a pares.
- El tercer Jesús.
- Mahoma.
- la perfecta salut
- L'ànima del lideratge
- la recepta de la felicitat